# Бакунька
Баку́нька (Тиха, Саковиця) — річка в Україні, у Селищенській сільській та Стеблівській селищній громадах Звенигородського району Черкаської області. Права притока Росі (басейн Дніпра). 
Довжина 15 км, похил річки — 4,3 м/км. Площа басейну 80,3 км². 

## Назва
Існує припущення, за яким назва річки походить від рослини бакун (Nicotina rustica L.), за аналогією з річкою Тютюнкою в басейні Тетерева. За іншим, вірогіднішим тлумаченням, назву Бакунька пов'язують з тюркською дієслівною основою *bak — «дивитися, спостерігати», *bakun «сторожа». Назва зумовлена тим, що в давньоруський період, коли на лівому березі середньої і нижньої течії Росі будувалися оборонні фортеці, на правому березі біля Стеблева було збудовано сторожу (бакун), неподалік від якої протікала річка. Гадають, що від цієї сторожі і виникла назва річки Бакун(ька).

## Населені пункти
Бере початок біля села Селище, тече переважно на північ, впадає у Рось за 72 км від її гирла. 
Над річкою розташовані такі села (від витоків до гирла): Селище, Тараща, Прутильці, Дацьки, Яблунівка.